# Parafia Świętych Apostołów Piotra i Pawła w Zahorowie
Parafia Świętych Apostołów Piotra i Pawła – parafia prawosławna w Zahorowie, w dekanacie Biała Podlaska, diecezji lubelsko-chełmskiej.
Na terenie parafii funkcjonują 3 cerkwie:
- cerkiew Świętych Apostołów Piotra i Pawła w Zahorowie – parafialna
- cerkiew Zmartwychwstania Pańskiego w Choroszczynce – filialna
- cerkiew Ścięcia Głowy św. Jana Chrzciciela w Kątach – filialna

## Historia
Najwcześniejsza wzmianka o prawosławiu w Zahorowie pochodzi z XVII w., jednak pierwszą cerkiew w miejscowości wzniesiono dopiero na początku XX w. (konsekrowaną w 1909 przez arcybiskupa chełmskiego Eulogiusza). Świątynię tę zburzono 13 lipca 1938 w ramach akcji polonizacyjno-rewindykacyjnej.
Samodzielną parafię w Zahorowie reaktywowano w 1989. Obecna cerkiew została wzniesiona w latach 1991–1993 (konsekrowana 1 sierpnia 1993). Ikonostas dla świątyni parafialnej wykonał mieszkaniec Zahorowa Aleksy Chwesiuk, natomiast ikony napisał Eugeniusz Świniarczuk z Kowla na Ukrainie. Zbudowano też dwie cerkwie filialne: Zmartwychwstania Pańskiego w Choroszczynce (na cmentarzu prawosławnym) i Ścięcia Głowy św. Jana Chrzciciela w Kątach.

## Zasięg terytorialny
Zahorów, Kąty, Choroszczynka, Piszczac.
Parafia opiekuje się cmentarzami prawosławnymi w Choroszczynce, Zahorowie, Dąbrowicy Małej, Połoskach i Kątach. 

## Galeria

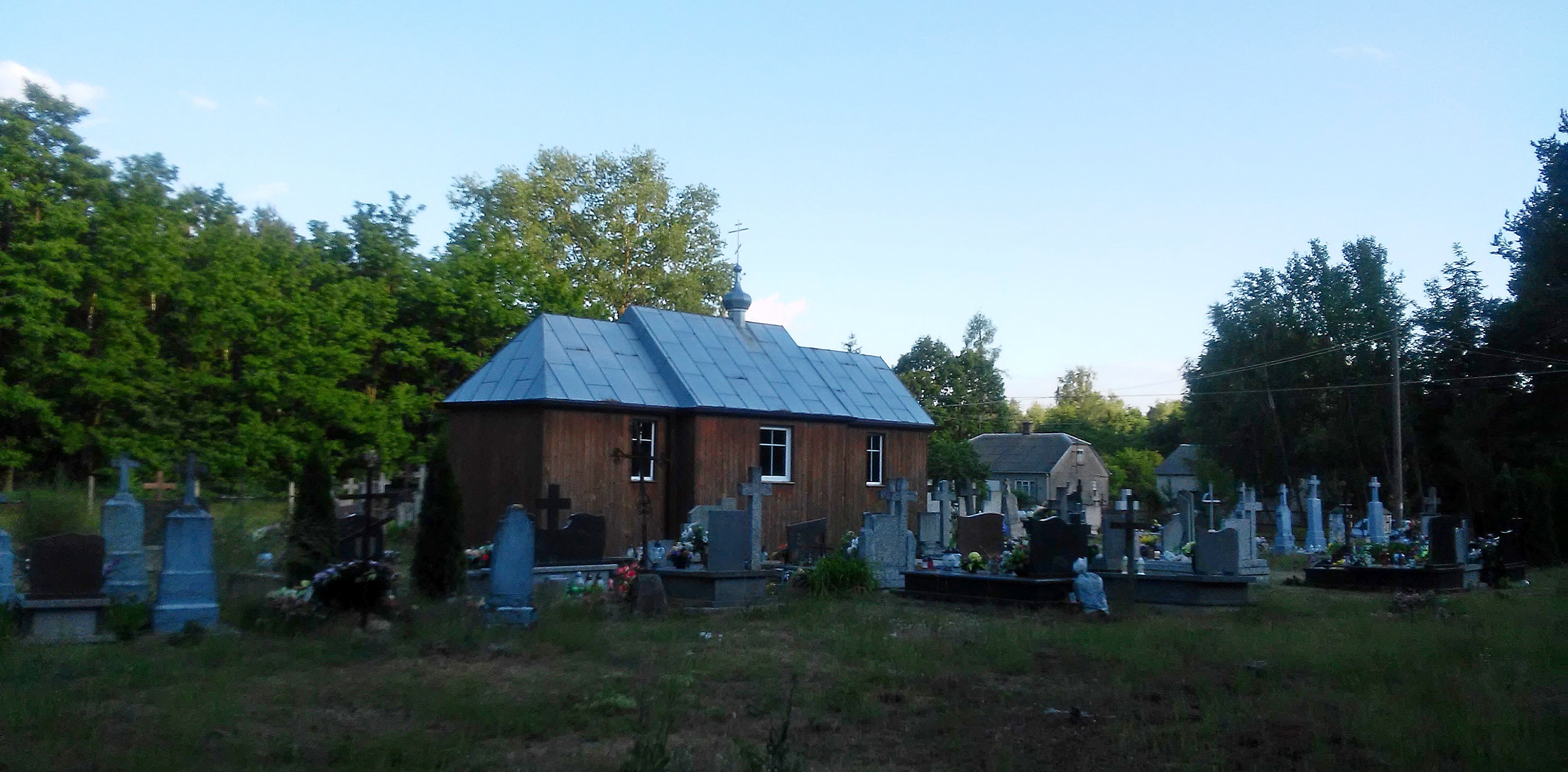
Cerkiew i cmentarz prawosławny w Choroszczynce
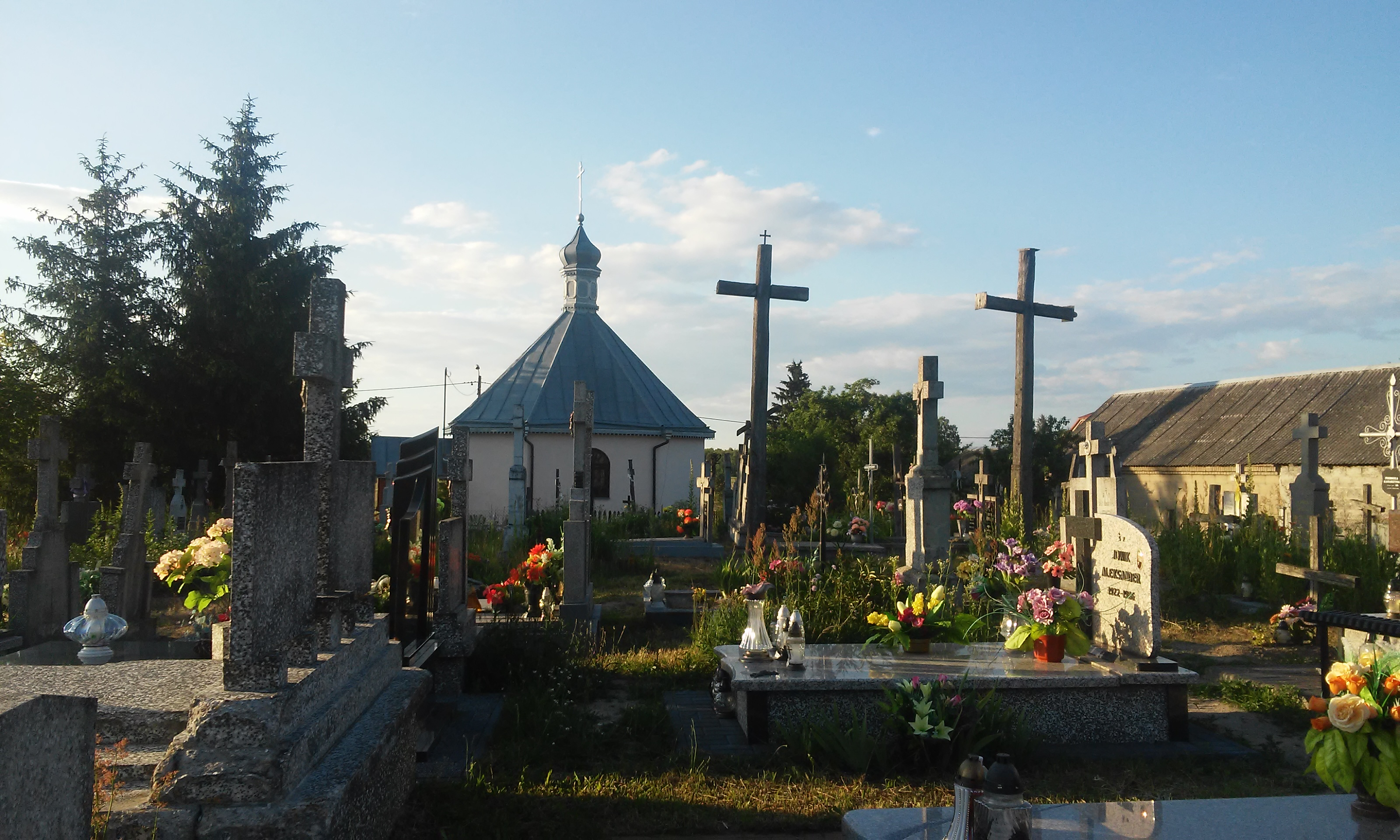
Cmentarz i cerkiew w Kątach
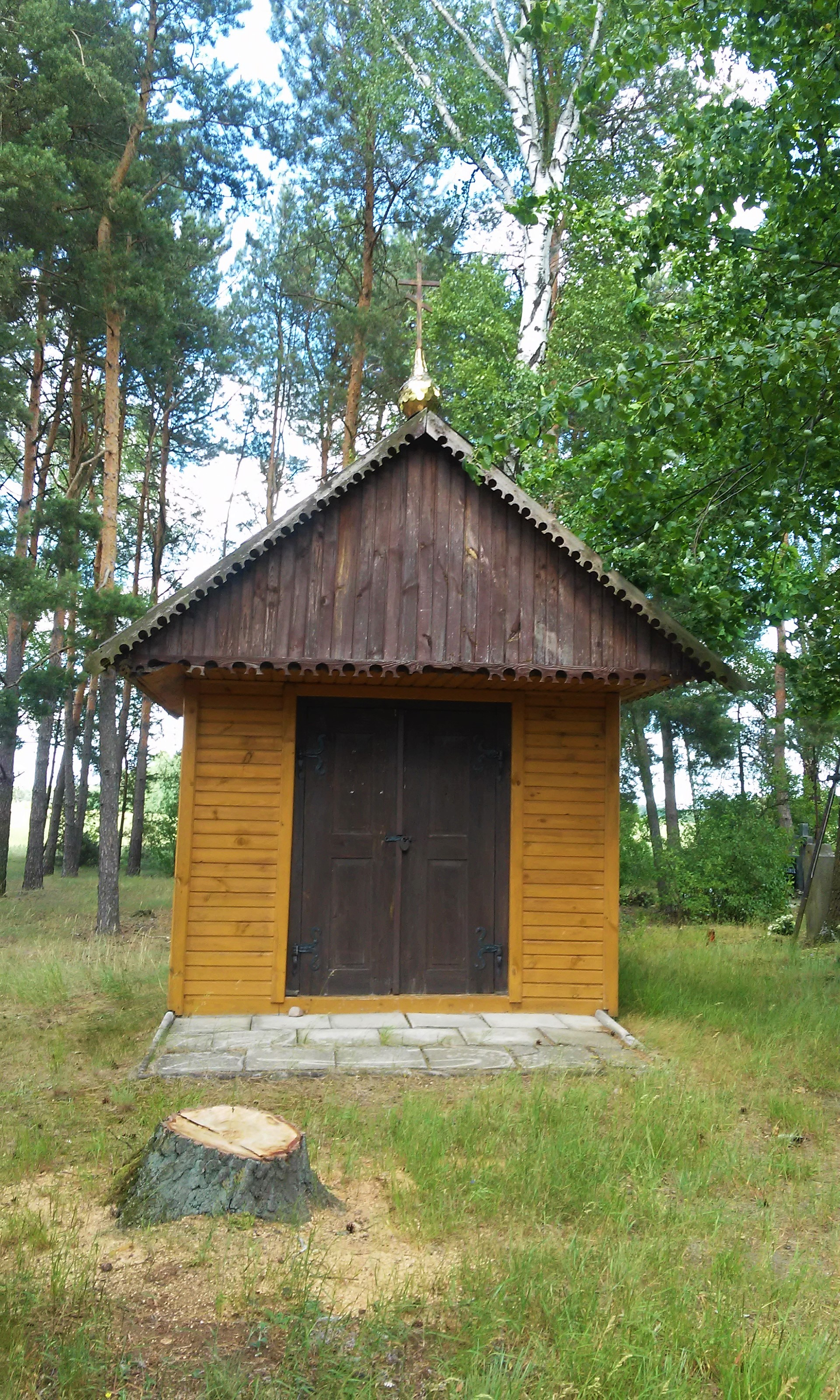
Kaplica cmentarna w Dąbrowicy Małej
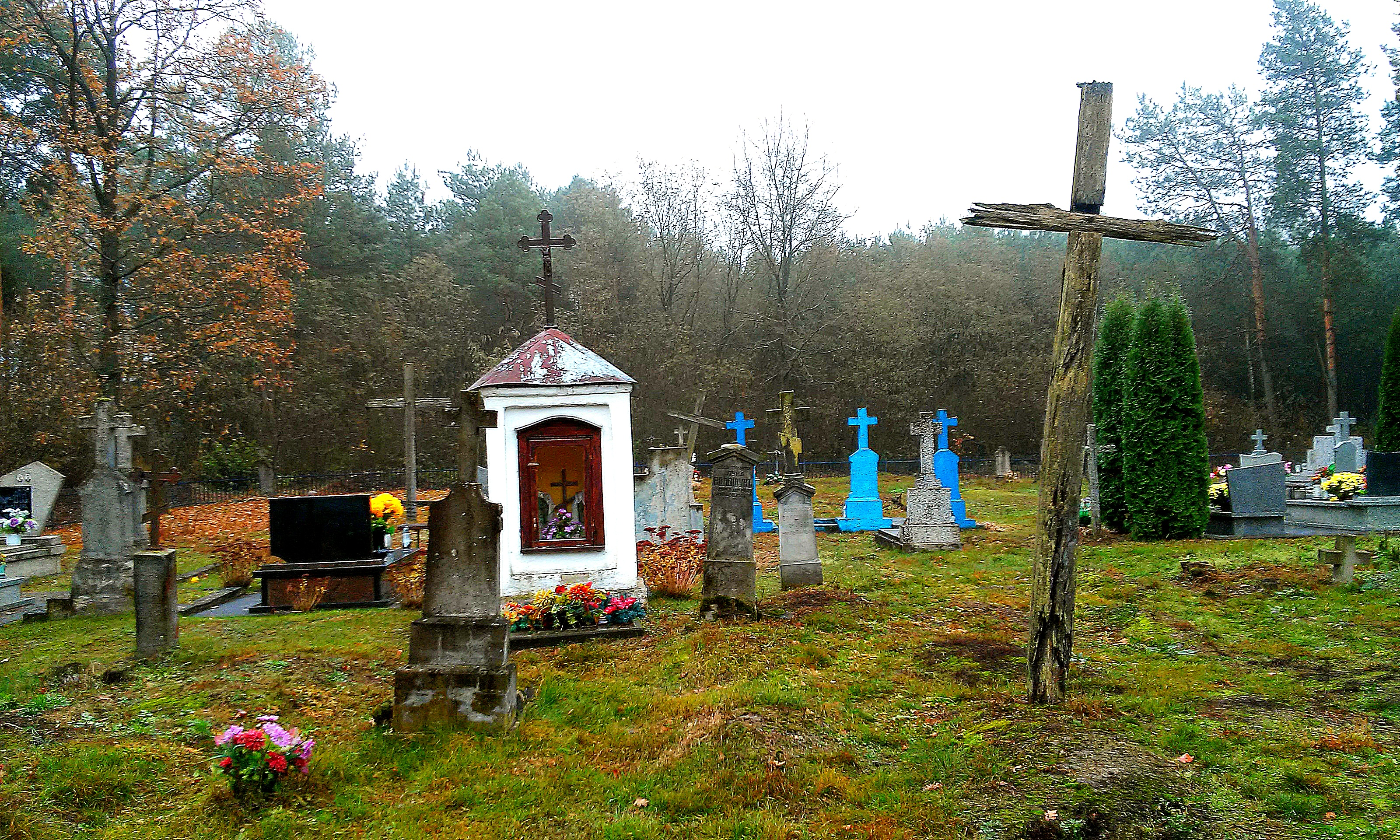
Cmentarz prawosławny w Zahorowie
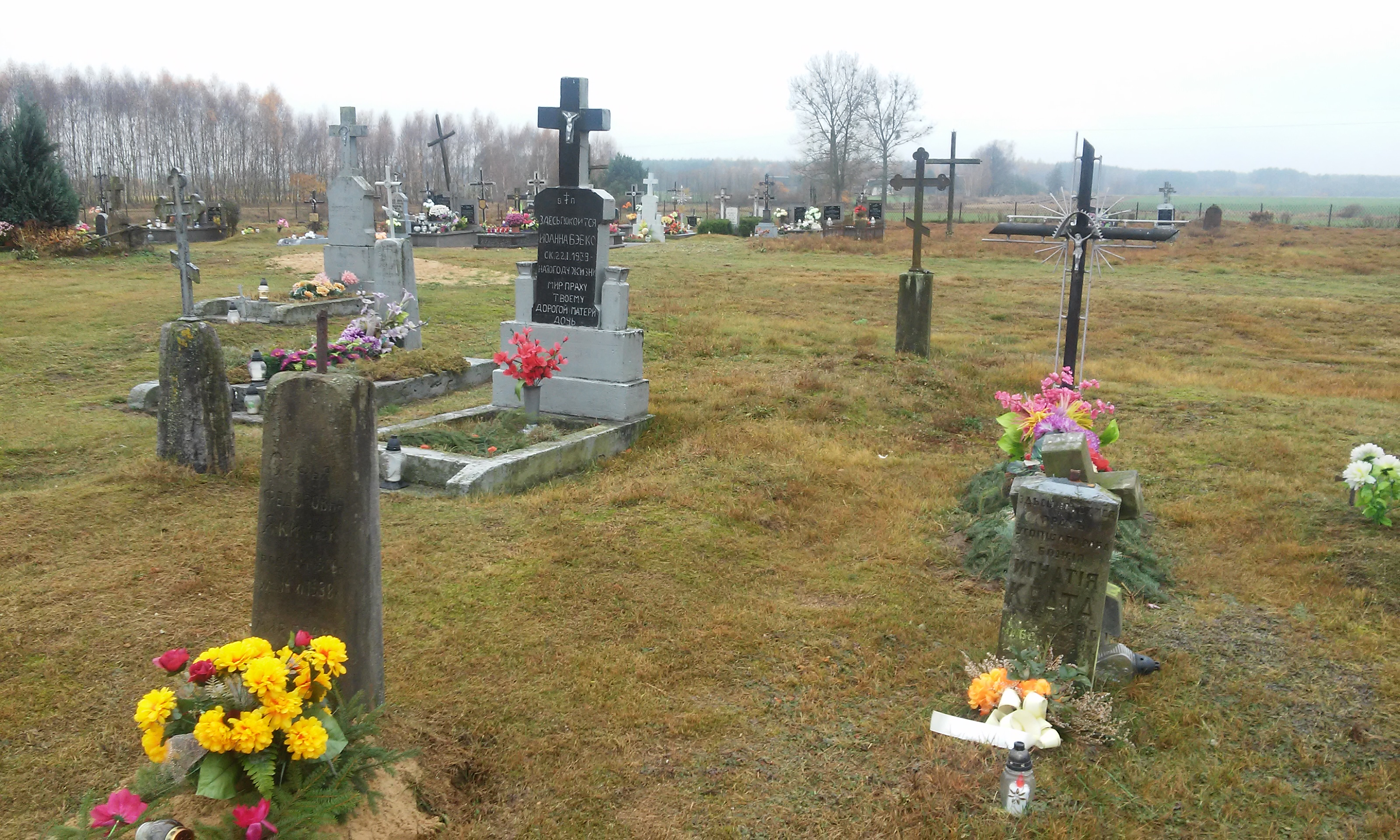
Cmentarz prawosławny w Połoskach
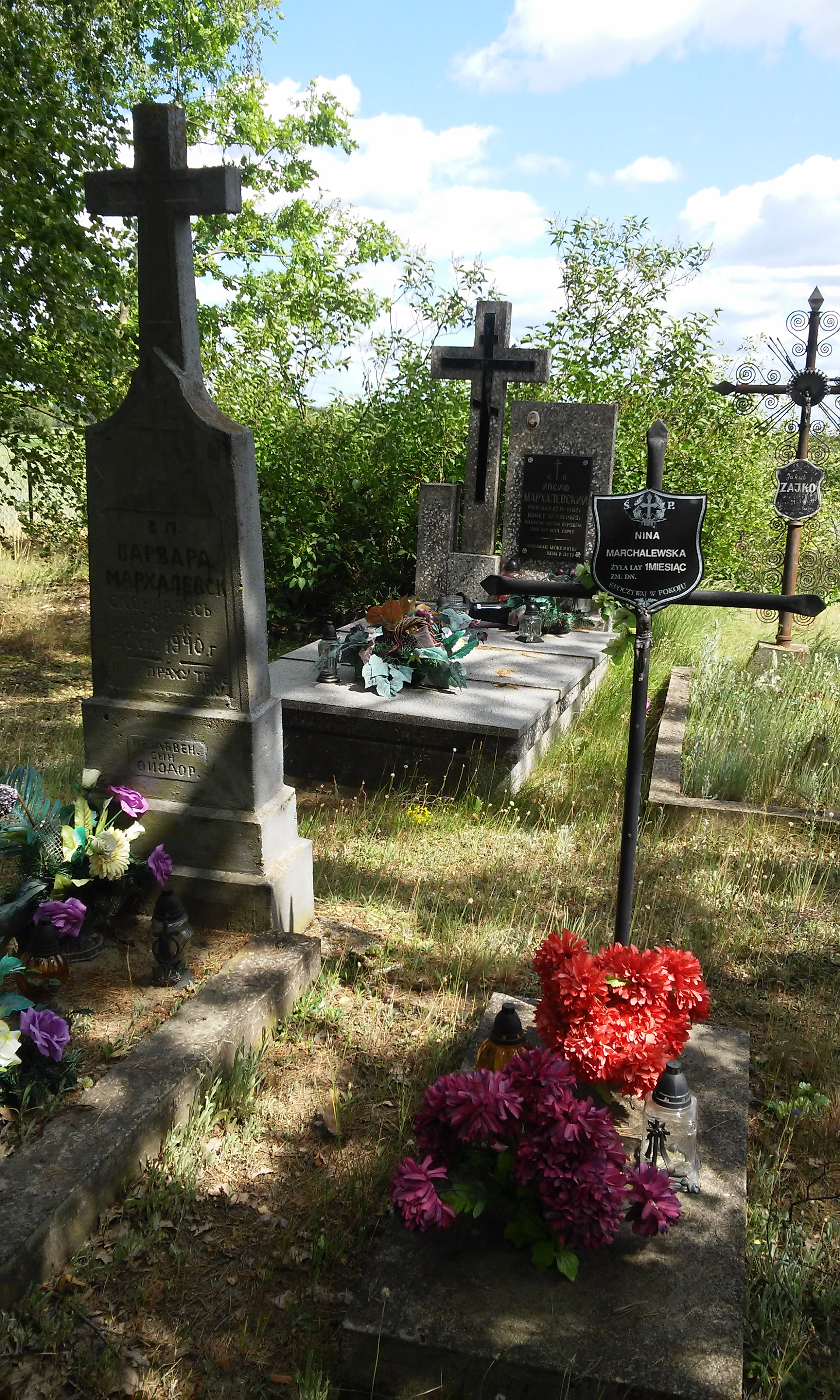
Cmentarz w Dąbrowicy Małej

## Wykaz proboszczów
- 1996–1998 – ks. Sławomir Chwojko
- od 1998 – ks. Jan Kulik